# سوق الحناطين
سوق الحناطين أو سوق العطارين هو واحد من أسواق مدينة صفاقس العتيقة.

## تسميته
اتخذ السوق اسمه من الحناطين الموجودين به, و الذين كانوا يبيعون الأكفان و كل المواد اللازمة لغسل الأموات.

## موقعه
كان سوق الحناطين موجودا بالجزء الشرقي من النهج الرئيسي المعامد لسوق الربع.

## تاريخه
حسب بعض الوثائق التاريخية, فإن هذا السوق كان يدعى بسوق المرستان على اسم المستشفى الذي كان موجودا به في حين كانت السلطات الفرنسية تطلق عليه اسم سوق الشاشيات.
خلال القرن التاسع عشر, تغير اسمه إلى سوق العطارين الذي حافظ عليه إلى اليوم الحاضر.